# José Loureiro Fernandes
José Loureiro Ascenção Fernandes (Lisboa, março de 1903 - Curitiba, 16 de fevereiro de 1977) foi um médico, antropólogo e etnógrafo brasileiro. Nasceu em Lisboa, sendo registrado no Consulado Brasileiro, pois seus pais, portugueses, residiam no Brasil. Médico por formação, buscou aperfeiçoar-se em Antropologia e Etnologia. 

## Vida e carreira
O professor José Loureiro Fernandes era o responsável pela cátedra de Antropologia na Faculdade de Filosofia, Ciências e Letras da Universidade do Paraná, criada em 1938. Especialista em Antropologia, com formação na França, ministrava as disciplinas de Antropologia Física, Etnografia Geral e Etnografia do Brasil para os cursos de Geografia e História, em 1950; e Antropologia Física, Antropologia Cultural e Etnografia do Brasil para as Ciências Sociais, em 1956. Além disso, tendo concluído sua tese em Medicina em 1927, passou a seguir um ano se especializando em Urologia clínica em um hospital especializado de Paris.
Atuou junto ao Museu Paranaense, coordenando a área de Antropologia e Etnografia estando no cargo de diretor por duas oportunidades, nos períodos de 1936 a 1943 e 1945 a 1946. Dirigiu o Centro de Estudos e Pesquisas Arqueológicas (Cepa), criado em 1956 – e posteriormente coordenado por Igor Chmyz, de quem Loureiro foi mentor. Investiu na atualização e especialização em Arqueologia Pré-Histórica e criou e dirigiu o Museu de Arqueologia e Etnologia da UFPR – MAE, localizado na cidade de Paranaguá. Criou e dirigiu o Departamento de Antropologia de 1958 a 1968, quando se aposentou da cátedra de Antropologia. O Departamento de Antropologia que integrava à Faculdade de Filosofia, Ciências e Letras foi integrado ao Setor de Ciências Humanas, Letras e Artes, SCHLA, da Universidade Federal do Paraná..
José Loureiro Fernandes participou da I Reunião Brasileira de Antropologia, em 1953, no Museu Nacional, juntamente com os antropólogos Herbert Baldus, Thales de Azevedo, René Ribeiro, Egon Schaden, Luiz de Castro Faria, Eduardo Galvão, Darcy Ribeiro e Oracy Nogueira, que deliberaram sobre a criação da Associação Brasileira de Antropologia, efetivada  em 1955, com a constituição de diretoria e conselho científico, do qual o professor fez parte, sendo o antropólogo Luiz de Castro de Faria o presidente. Em 1958, na III Reunião da ABA, em Salvador, Loureiro Fernandes elegeu-se presidente da entidade, tornando-se responsável por promover a reunião realizada na cidade histórica de Paranaguá. 

## Curitibano
"De todas as distinções honoríficas que recebi, nenhuma tão alta em significação como esta para minha vida de brasileiro (...). Nestas buscas das razões íntimas que me haviam trazido a convicção de ser um cidadão de Curitiba (...) invoquei e foram preponderantes as tradicionais raízes de família que por gerações me vinculam ao passado desta cidade. São os vínculos maternos, em cuja ascendência patrilinear há, novamente, um avô beirão – José Fernandes Loureiro, brasileiro por naturalização, presidente que foi desta Câmara, intendente municipal, governou a cidade (...). A linha matrilinear desta progênie vive em cinco gerações da história de Curitiba, através do tronco Corrêa de Bittencourt, aqui radicado há dois séculos." (José Loureiro Fernandes agradecendo a concessão do título de Cidadão Honorário de Curitiba, a ele outorgado pela Câmara Municipal em janeiro de 1960).
Seu avô, José Fernandes Loureiro, vindo de outro país, foi quem criou vínculos e relações de aliança com a elite local Curitibana. Imigrante português, enriqueceu a partir de suas atividades no comércio; ainda jovem, casou com a neta de um industrial da erva mate, de família tradicional curitibana. A partir dos laços estreitos que construiu com Ildefonso Pereira Correia, o Barão do Serro Azul, maior empresário paranaense de sua época, foi membro fundador da Associação Comercial do Paraná e fundador do Clube Curitibano, associação recreativa e cultural que congregava a elite local. Foi também membro fundador e provedor da Irmandade da Santa Casa de Misericórdia; fazia parte da Irmandade da Nossa Senhora da Luz dos Pinhais, foi fundador da Sociedade Portuguesa Beneficente Primeiro de Dezembro e membro das lojas maçônicas Apóstolo da Caridade e Fraternidade Paranaense. 

## Fim da vida e morte
A trajetória de Loureiro Fernandes cessou no dia 16 de fevereiro de 1977, consternando a comunidade intelectual. Não conseguiu, porém, o criador das bases da moderna arqueologia no Paraná, ver consolidado o MAAP, projeto ao qual dedicou muitos anos com especial carinho. As dificuldades de ordem estrutural e conjuntural que sempre enfrentara naquela Casa, continuaram após a sua morte.
Na doença. mesmo após ter sofrido um derrame e ter dificuldades para caminhar, conta-se que um dia em que o carro atolou e seu tempo para os trabalhos era pequeno, seguiu a pé. Sobre seus últimos tempos, comunica a bibliotecária Regina M. de Campos Rocha que jamais usou de sua debilidade física para conseguir favores ou atenções especiais. Nunca perdeu o entusiasmo, e manteve até o fim de sua vida o poder de indignar-se.